# Zagon (Tatry)

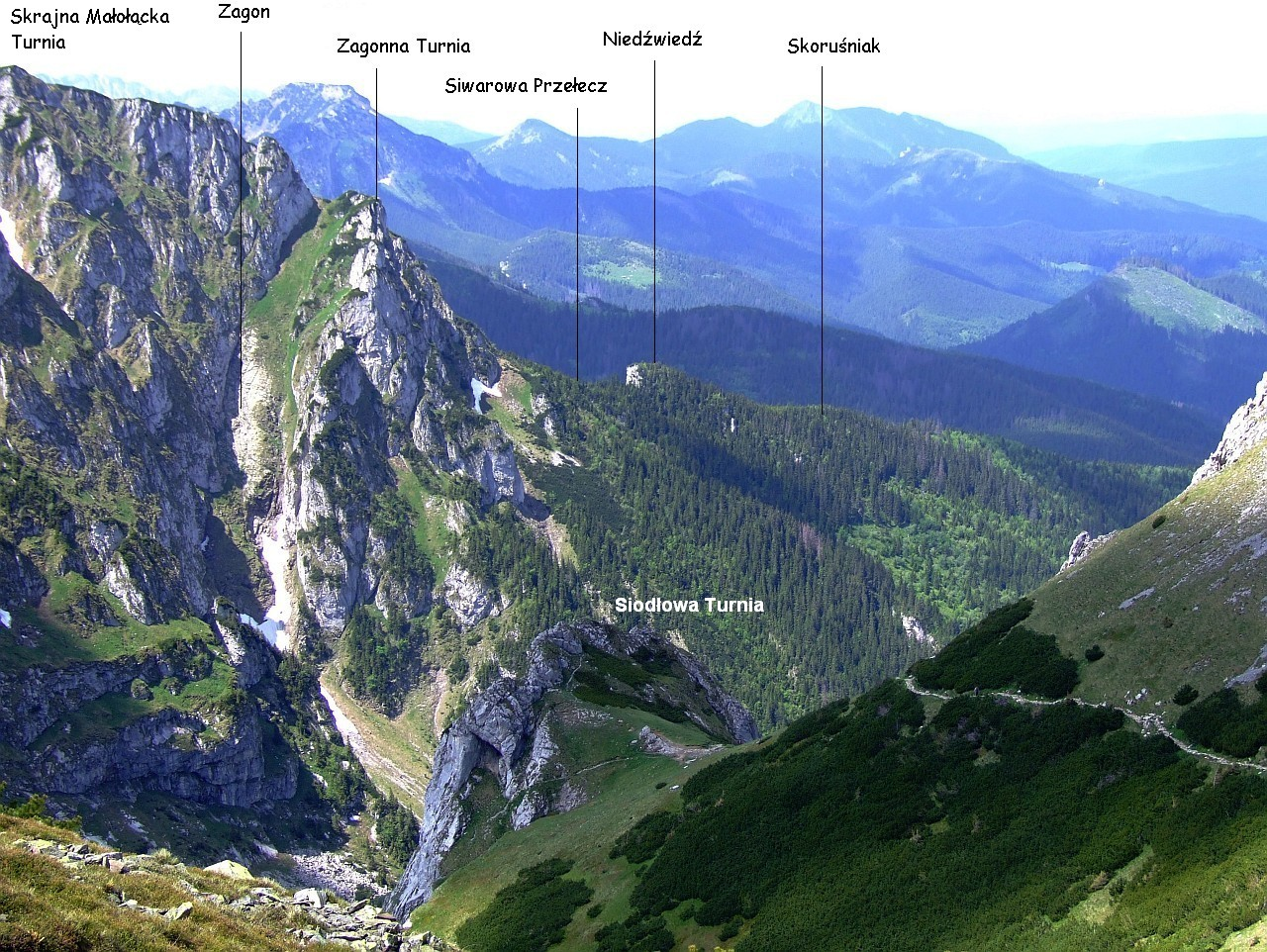
Widok ze stoków Giewontu

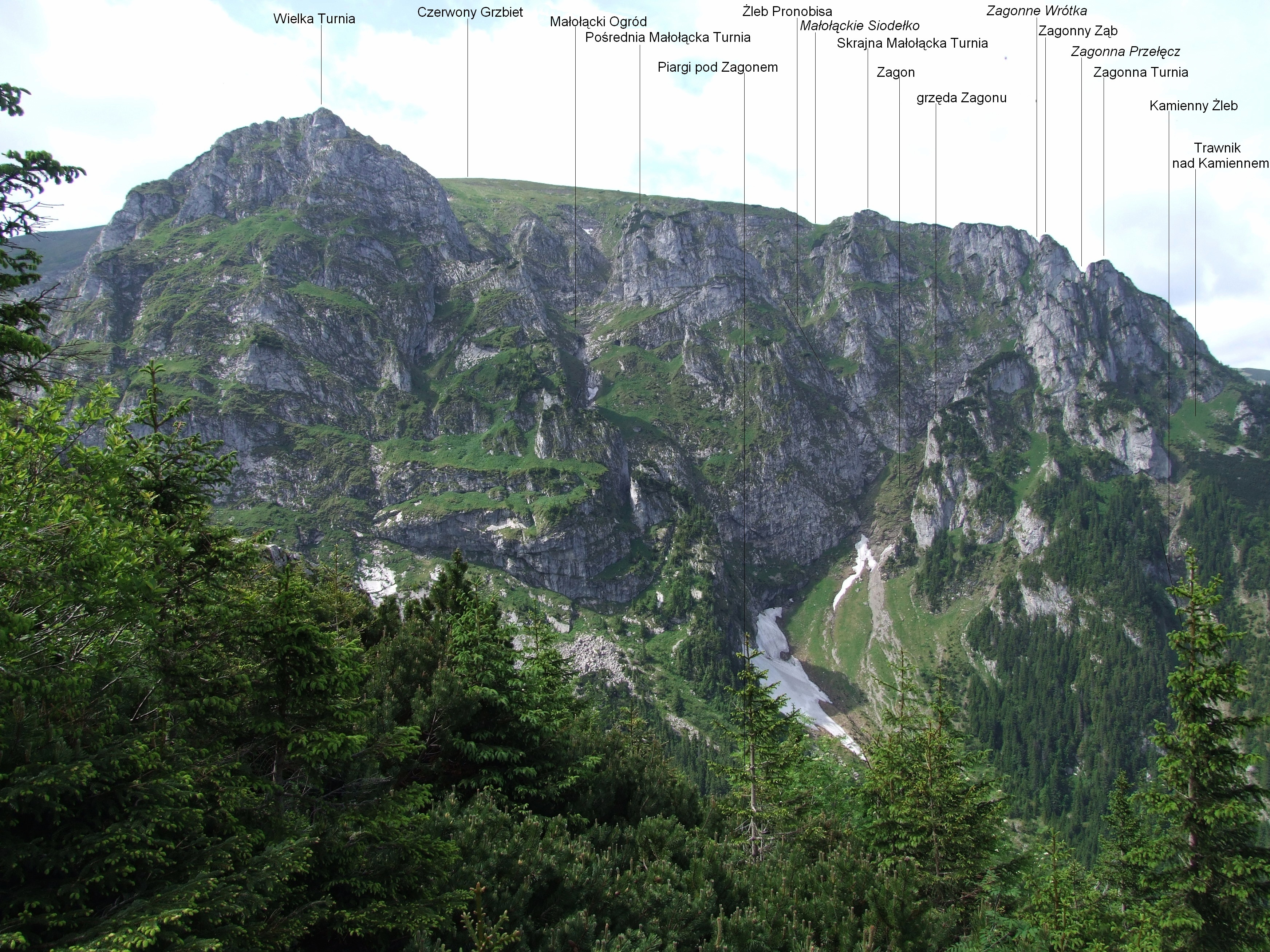
Widok ze stoków Giewontu

Zagon – nietypowy żleb w Dolinie Małej Łąki w Tatrach Zachodnich (około 1400–1680 m n.p.m.). Opada on skośnie spod Zagonnej Przełęczy do Wyżniego na dnie Doliny Małej Łąki. W taternickim rozumieniu jest to zachód, czyli pozioma lub pochyła, długa i wąska część zbocza tworząca jak gdyby chodnik biegnący skośnie lub w poprzek góry.
Patrząc od dołu, lewym ograniczeniem Zagonu są ściany Pośredniej Małołąckiej Turni, Skrajnej Małołąckiej Turni oraz Zagonnego Zęba. Z tej strony opada do Zagonu północna depresja oddzielająca Wielką Turnię od Pośredniej Małołąckiej Turni oraz dwa żleby: Żleb Pronobisa i żleb spod Zagonnych Wrótek. Prawe obramowanie Zagonu tworzy wschodni filar Zagonnej Turni. Jest w nim Jaskinia nad Zagonem.
Pod ścianą opadającą do Zagonu z Zagonnego Zębu znajduje się jaskinia Nisza przy Zagonie.
Zagon jest głęboko wcięty w podłoże zbudowane z łupków werfeńskich. Tylko w górnej części ma charakter trawiastego żlebu, dołem rozszerza się (do 40 m), staje się bardziej stromy i kamienisty i w końcowym odcinku zamienia się w szeroki lej opadający do stożka piargowego zwanego Piargami pod Zagonem. Zimą Zagonem zjeżdżają ogromne lawiny. Dolna część Zagonu (do ok. 2/3 wysokości) przedzielona jest grzędą na dwie części; lewą i prawą. Łączą się one z sobą ok. 80 m poniżej Zagonnej Turni. Bezpieczniejsza i łatwiejsza do przejścia jest część prawa (patrząc od dołu), lewa bowiem przedzielona jest progami, które latem są wilgotne i śliskie, a zimą tworzą się na nich lodospady.
Zagonem niemal na pewno chadzano jeszcze w czasach pasterskich, przejście nim latem jest bowiem względnie łatwe. Pierwsze odnotowane przejście (lewą, trudniejszą gałęzią Zagonu): Jacek Bilski i Władysław Cywiński 4 lutego 1993 (III stopień skali trudności UIAA).